# .pe
.pe je vrhovna internetska domena (country code top-level domain - ccTLD) za Peru. Domenom upravlja Red Científica Peruana.

## Vanjske poveznice
- IANA .pe whois informacija  Arhivirana inačica izvorne stranice od 4. srpnja 2008. (Wayback Machine)